# テーブルワイン
テーブルワイン（英語：table wine）とは
1. ワインのうち、食前酒として飲まれる酒精強化ワインやアロマタイズドワイン、デザートワインとして飲まれる甘口の白ワインに対して、主菜と一緒に飲まれる辛口または半辛口のワインのこと。食中酒ともいう。
2. EUのワイン法で、指定産地優良ワイン、いわゆるクォリティワインに対し、産地名がないか、あってもごく大まかな地名がついているだけの、日常消費用に作られたワイン。この項では、これについて説明する。

## EUのワイン法とテーブルワイン
欧州連合では、加盟国ごとに独自に制定されていたワイン法を統合する形でガイドラインが設けられ、ワインを、優良産地名が保護され、それにふさわしい統制のもとに作られたスーペリアー・クォリティ・ワイン（superior quality wine）と、国名だけまたは大まかな地域名が表示され、規制が緩いテーブルワインの二つのカテゴリーに分類し、そのなかに独自の等級をもうけるようにした。
一般的には、日常消費用ワイン、いわゆるデイリーワインと呼ばれる、日本国内で数百円から千数百円くらいで購入できる安価なワインであるが、イタリアなどでは、規制が緩いことを逆手にとって、1本1万円から2万円もする超高級ワインも作られている。

## フランス
フランスでは、地方名や県名のついたヴァン・ド・ペイ（Vin de Pays、略してVdPと表記することもある）とヴァン・ド・ターブル（Vin de Table、略してVdTと表記することもある）がこれに入る。
VdPの指定を受けている県は、フランスの県の半分ほどになるとされるが、7割近くはラングドック＝ルシヨン地域圏のものである。近年はセパージュを名乗るものも多く、ボルドーワインなどのAOC並みの品質があると評価されるものも出てきている。
VdTは産地名が全く表記されないワインで、価格は1500円くらいまでのものが多いが、優良ネゴシアンのワイン（日本では有名な洋酒メーカーが輸入代理店になっていることが多い）のテーブルワインは、少なくとも価格相応以上の品質のものが多い。日本で比較的よく売られている銘柄に「ピア・ドール」（Piat d'Or）があるが、これもVdTである。

## ドイツ
ドイツのテーブルワインには、ラントヴァイン（Landwein）とターフェルヴァイン（Tafelwein）がある。
ラントヴァインはフランスのVdPに相当する「地酒」であるが、ほかのドイツワインの大半が甘口に作られているのに対し、これはほとんどが辛口である。現在19の指定産地があるが、生産量が少なく、また、地元での需要が多いため、1980年代には日本でも比較的よく見かけたが、現在は全くといいほど出回っていない。
ターフェルヴァインには、ドイツ国内で生産されたブドウだけで作られるドイッチャー・ターフェルヴァイン（Deutscher Tafelwein）と、イタリアなどEU諸国から輸入したブドウ果汁をドイツで醸造して作られるEUターフェルヴァインがある。後者は一見、純ドイツワインの様に見えるが細かくラベルを観察すると内容を明記しているものがある。これらは日本でも安価なものにたまに見受けられる。

## イタリア
イタリアのワイン法でテーブルワインに当たるのは、インディカツィオーネ・ジェオグラフィカ・ティピカ（Indicazione Geografica Tipica、略称 IGT）ワインとヴィーノ・ダ・ターヴォラ（Vino da Tavola、略称 VdT）である。
前者はフランスのヴァン・ド・ペイに相当するもので、産地名やヴィンテージの表示ができる。DOCやDOCGワインが伝統的なイタリア産のぶどう品種を使用しているのに対し、IGTワインには、カベルネ・ソーヴィニョンやシャルドネなど、フランスの品種を使ったものも多い。いわゆる「はずれ」がないかわり、まださほど優れたものもあまりないようである。
VdTは現在の所、まさに玉石混淆といって良い。スーバータスカンなど、DOCGよりも高価で希少品扱いされるものから、かなりいい加減なものまで混じっている。